# Chiesa dell'Aa
La chiesa dell'Aa, in olandese Aa-kerk, è un luogo di culto protestante e un monumento storico della città di Groninga, Paesi Bassi.
Domina l'animato Vismarkt, la piazza del mercato del pesce, con la sua stravagante torre barocca lignea di 76 metri d'altezza.

## Storia e descrizione

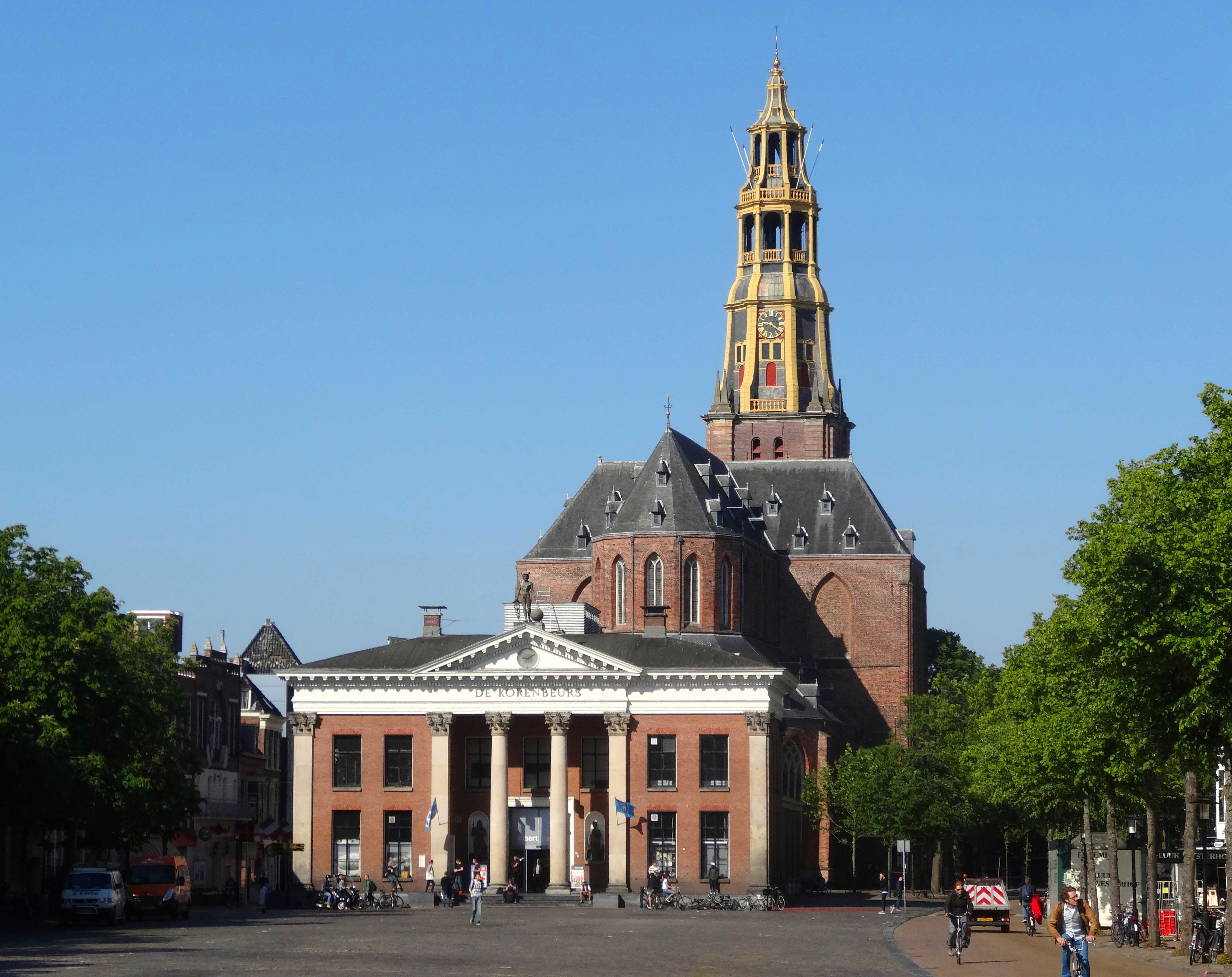
La chiesa dal Vismarkt.

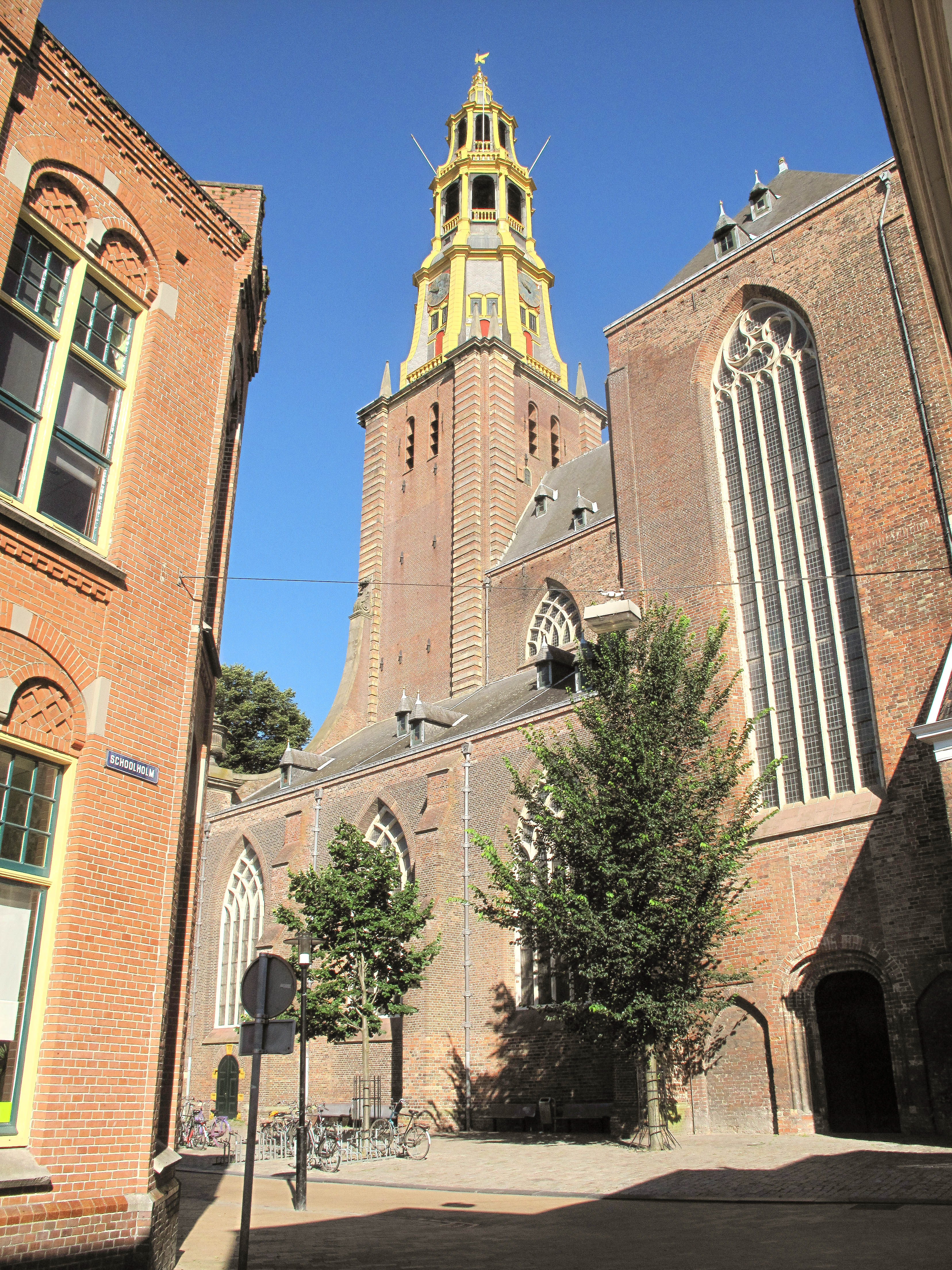
Veduta col transetto e la torre.

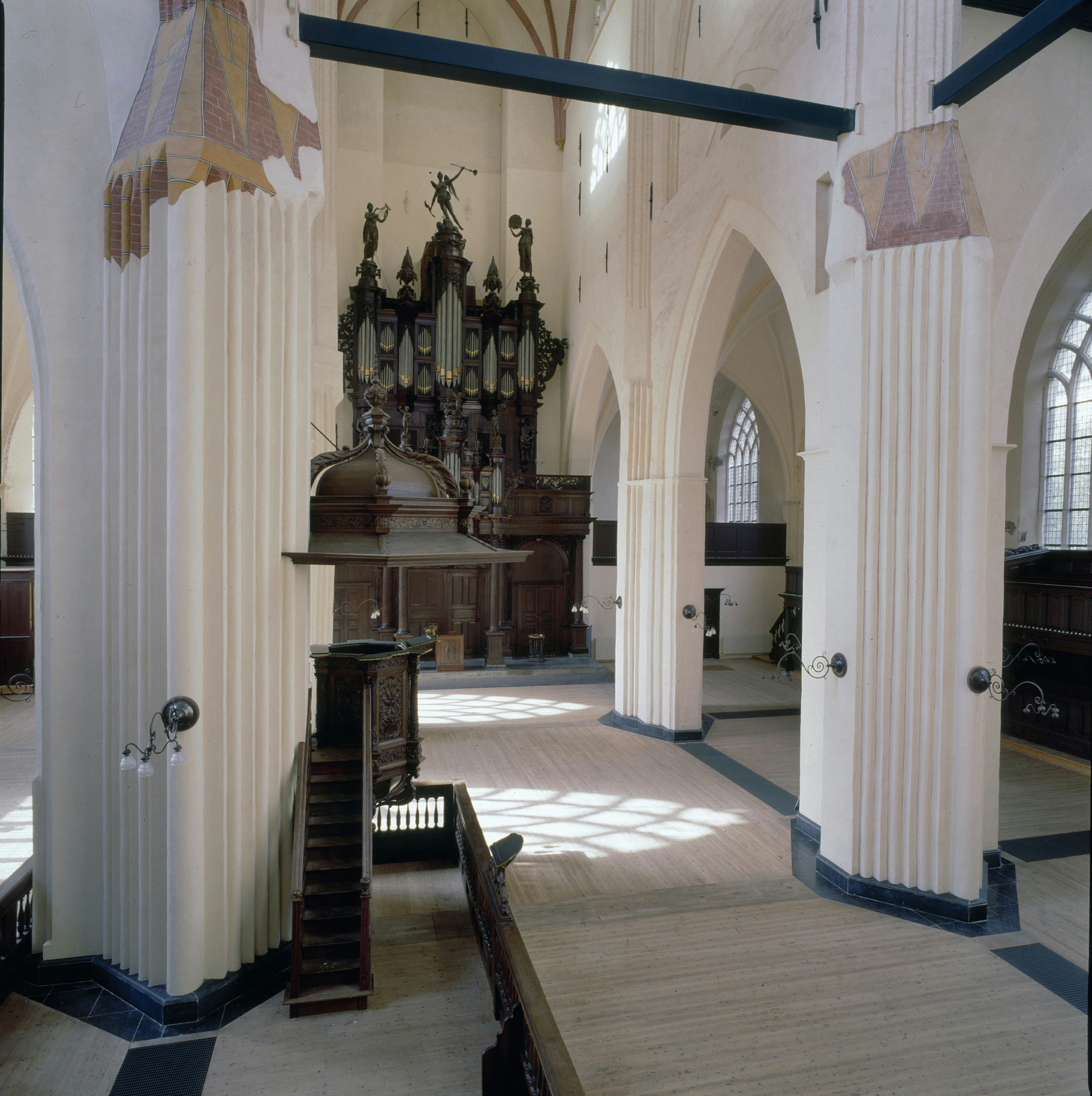
L'interno.

In origine sorgeva in questo luogo una cappella dedicata a san Nicola e alla Madonna. Il santo è il patrono dei navigatori, i quali ormeggiavano le loro imbarcazioni nei pressi del Westerhaven,  il porto occidentale lungo il fiume Aa.
Con la crescita di Groninga, la cappella ricevette nel 1247 lo status di parrocchiale e venne denominata ufficialmente Onze Lieve Vrouwe ter Aa, "Nostra Signora dell'Aa". 
La cappella venne ricostruita più volte, nel XII secolo, in forme romanico-gotiche e come una chiesa cruciforme nel XIII secolo. L'ultima ricostruzione avvenne fra il 1425 e il 1495 quando assunse le forme gotiche attuali. Si presentava come una grande basilica in mattoni di stile gotico brabantino, interpretato alla maniera olandese, diviso in tre navate con transetto, coro a deambulatorio e alta torre sulla facciata. Nel 1495 vennero dipinte le volte del deambulatorio e del transetto con motivi vegetali irradianti dalle chiavi di volta o figurati al centro delle vele. Nel 1595, quando la chiesa divenne protestante, gli altari furono rimossi e le volte imbiancate. Tuttavia l'edificio non fu devastato dalla'iconoclastia. Si provvide ad affrescare i cartigli sulle colonne del coro e nel 1643 fu installato il pulpito ligneo barocco..
Tuttavia la chiesa subì diverse modifiche nel corso dei secoli, atte a distruzioni belliche causate dai numerosi assedi cittadini ad opera dei controriformisti, o a tempeste naturali.
Un fulmine durante una tempesta del 1671 colpì la guglia, e durante l'assedio del 1672 da parte del vescovo di Münster la chiesa aveva perso il suo campanile. La guglia venne subito ricostruita in legno ma già il 23 aprile 1710 la torre crolla spontaneamente causando due vittime. Il borgomastro di Francoforte Zacharias von Offenbach, che era in visita Groninga descrive nel suo diario che mentre stava godendo della vista sulla Martinikerk improvvisamente la torre della chiesa dell'Aa non c'era più!
Nel 1711 si intraprese la costruzione di una nuova torre su progetto di Allert Meijer, completata nel 1714 con la posa di tre grosse campane barocche.
Nel corso del XX secolo la chiesa fu restaurata più volte, l'ultima nel 1982.

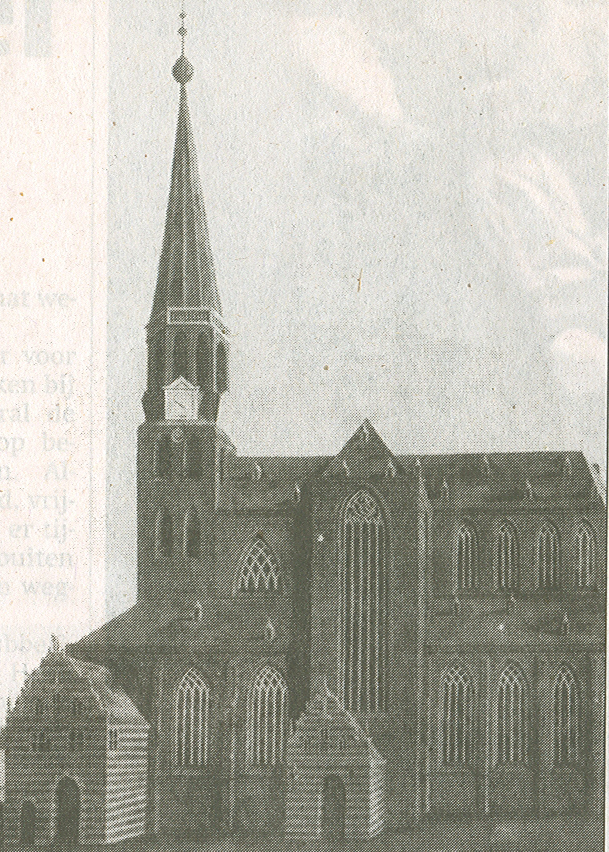
La torre prima del 1671
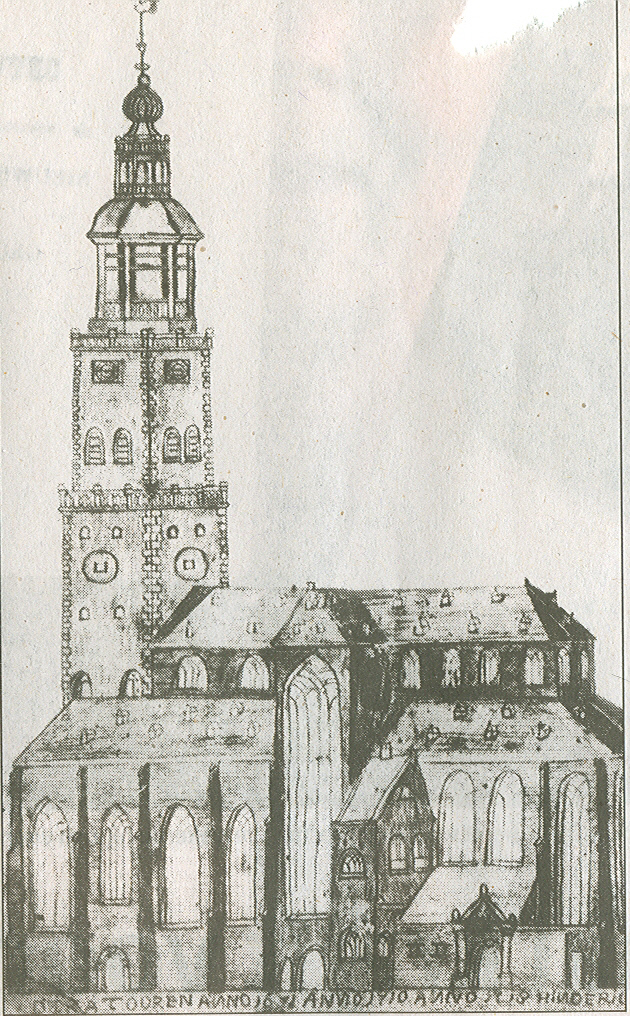
La chiesa con la torre nel 1710
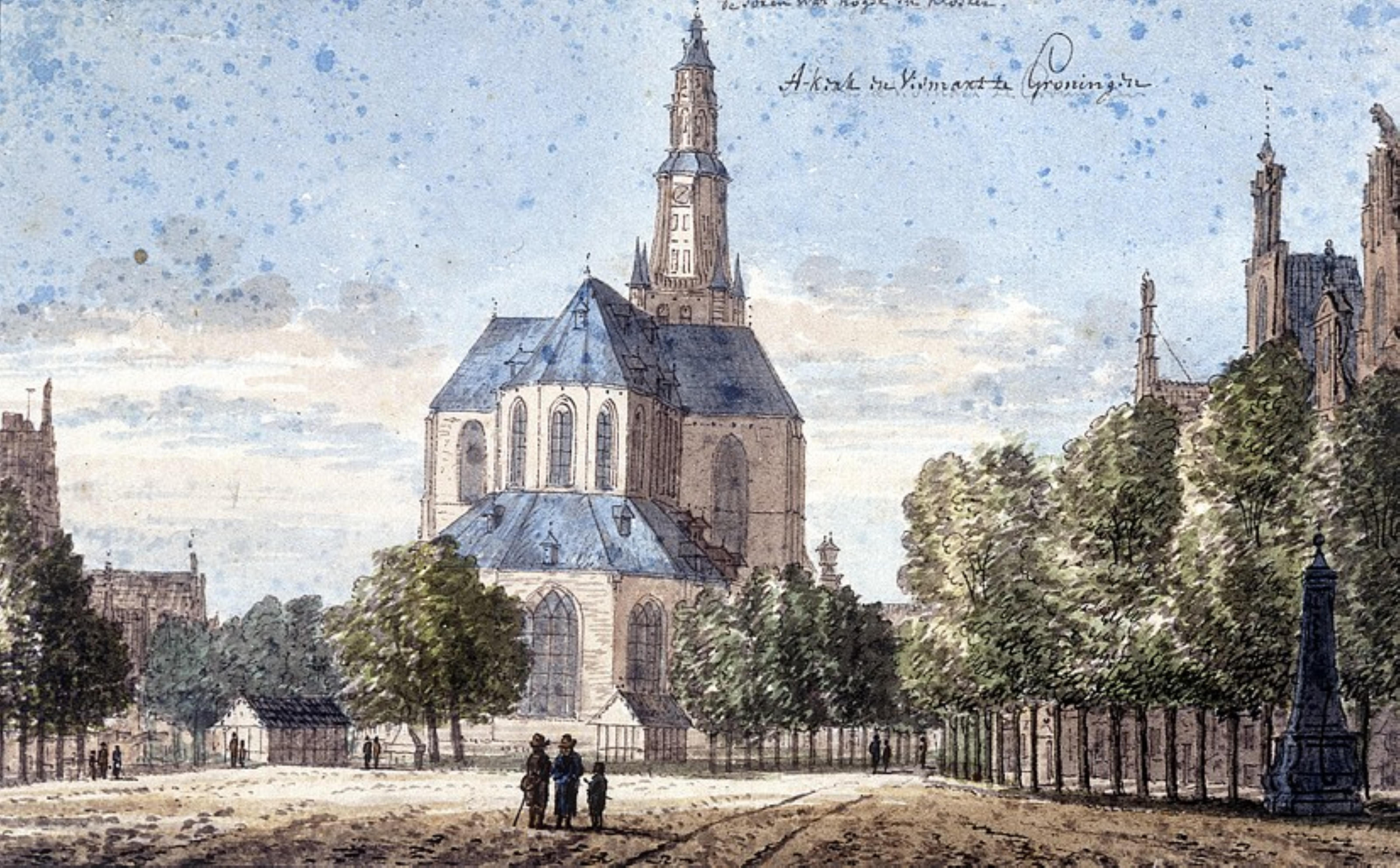
La torre nel 1774

## Il Grand'organo

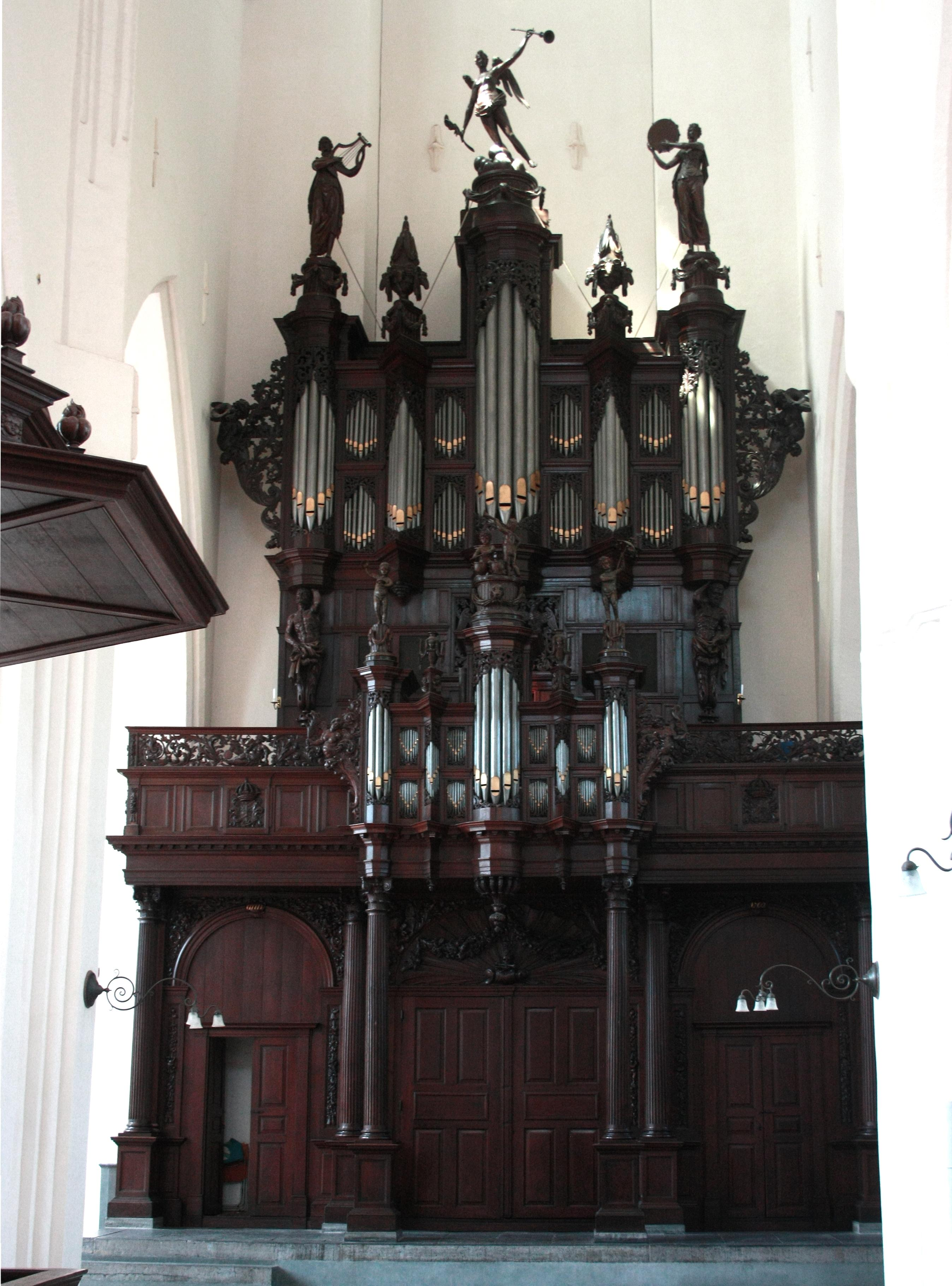
Il Grand'organo della chiesa.

La Chiesa sembra esser stata dotata di un organo già nel 1475, in seguito un contratto venne offerto nel 1588 al costruttore di organi Andreas de Mare per restaurare lo strumento.
Nel 1654 si commissiona un nuovo organo a Theodorus Faber, tuttavia quando morì nel 1659, il suo organo ancora non è pronto, così il famoso organaro J. G. di Hagerbeer di Amsterdam completò lo strumento che venne inaugurato nel 1667. Ma con l'incendio della torre nel 1671 l'organo andò perso.
Allora si fa appello al celebre organaro Arp Schnitger da Amburgo, che nel 1697 dotò la chiesa di un nuovo strumento, il suo più grande nei Paesi Bassi, ma neanche questo durò a lungo. Con il crollo della torre nel 1710 andò distrutto.
Solo nel 1814, re Guglielmo I permise di trasferire un altro organo Schnitger nella chiesa. Infatti questo venne realizzato nel 1702 per la Broerkerk, chiesa dei Francescani, oggi scomparsa, che nel 1815 venne ridestinata al culto cattolico.
Fu J.W. Time ad adattare lo strumento alla chiesa. Nel 1857 Pieter van Oeckelen venne incaricato di restaurare l'organo e portarlo dai nove ai tredici registri attuali.
Il 14 ottobre 2011 l'organo, dopo anni di restauro, è ritornato di nuovo in uso e, come la chiesa, è dichiarato monumento nazionale.

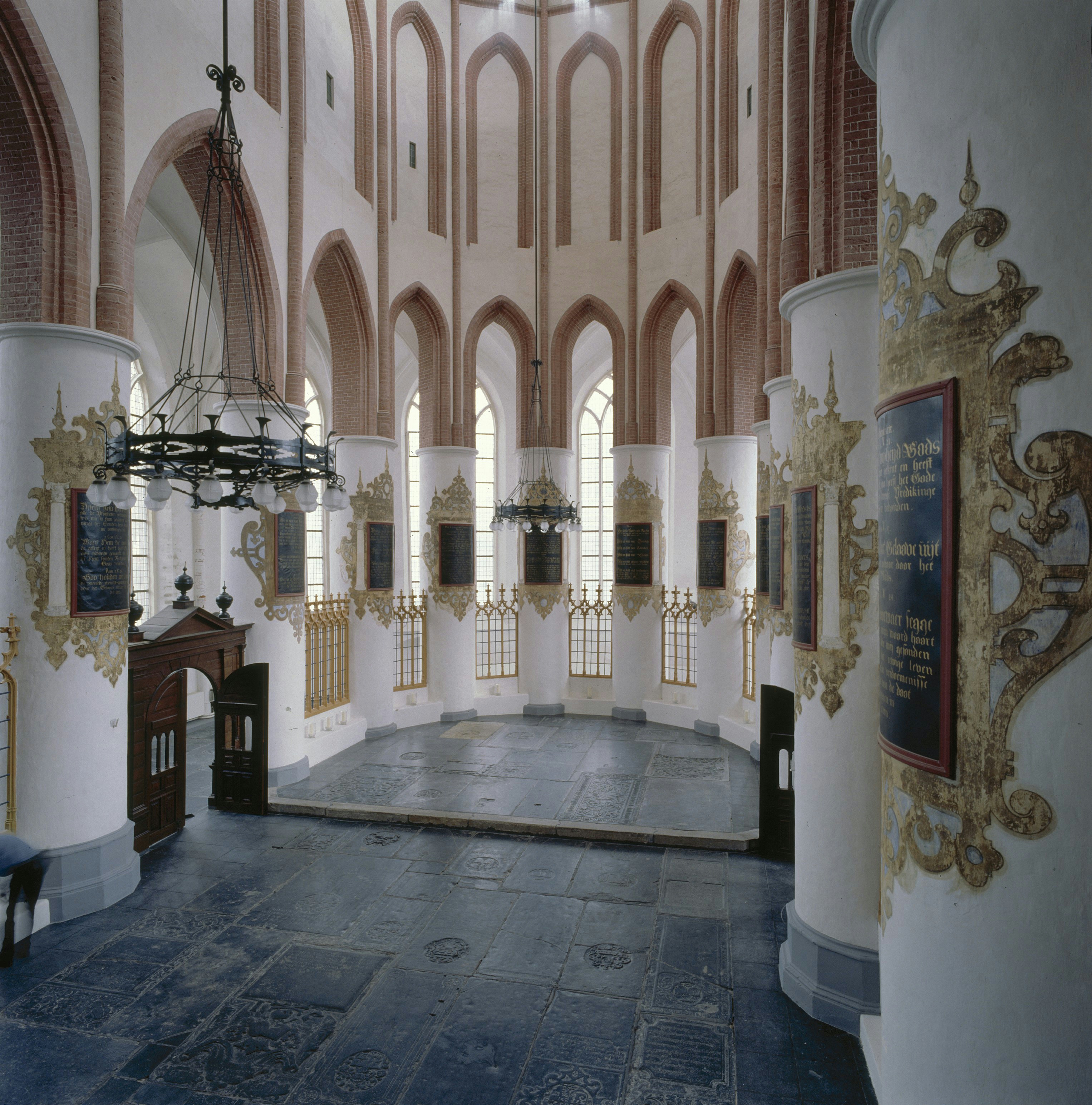
Il coro
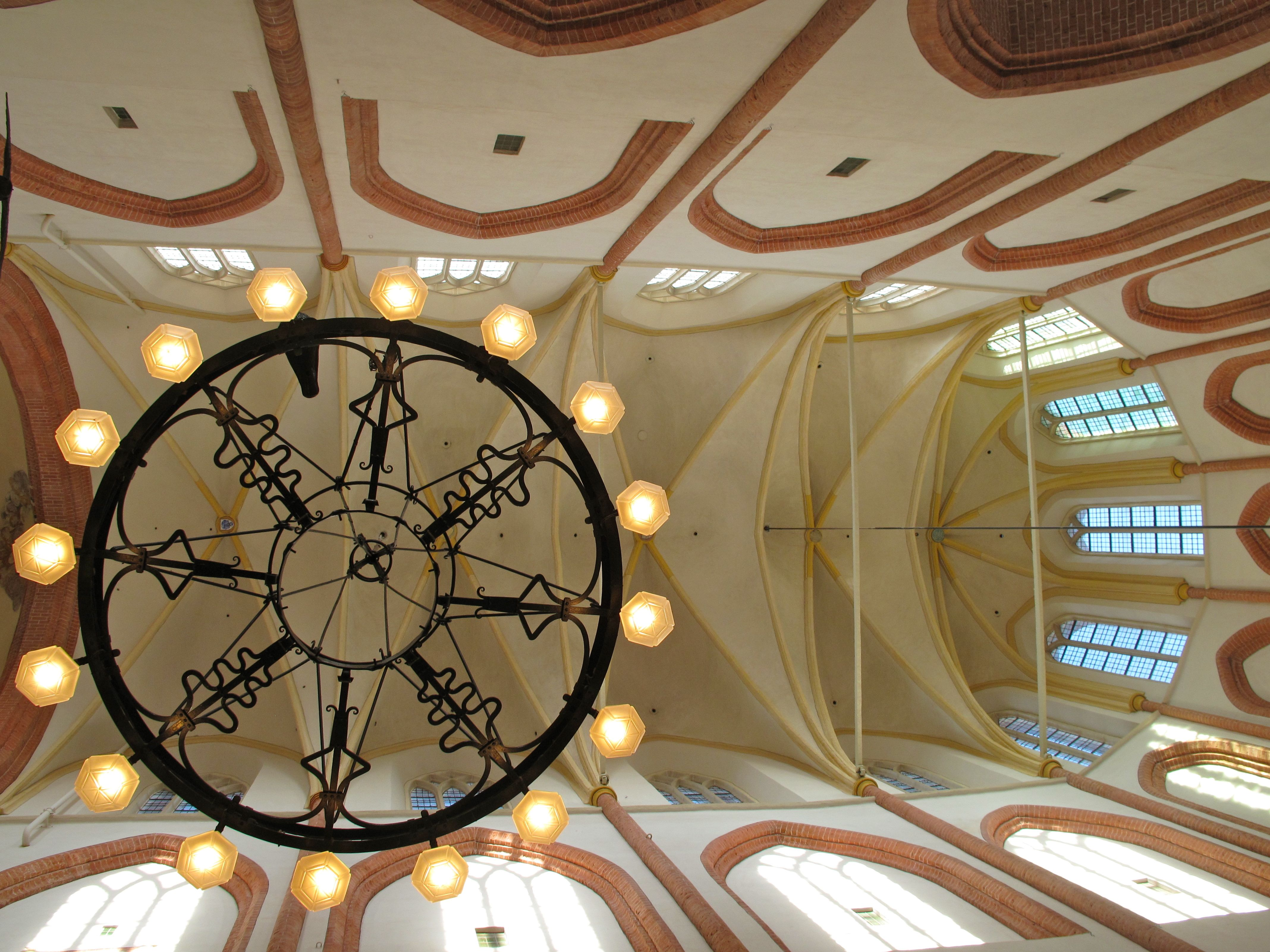
Il coro
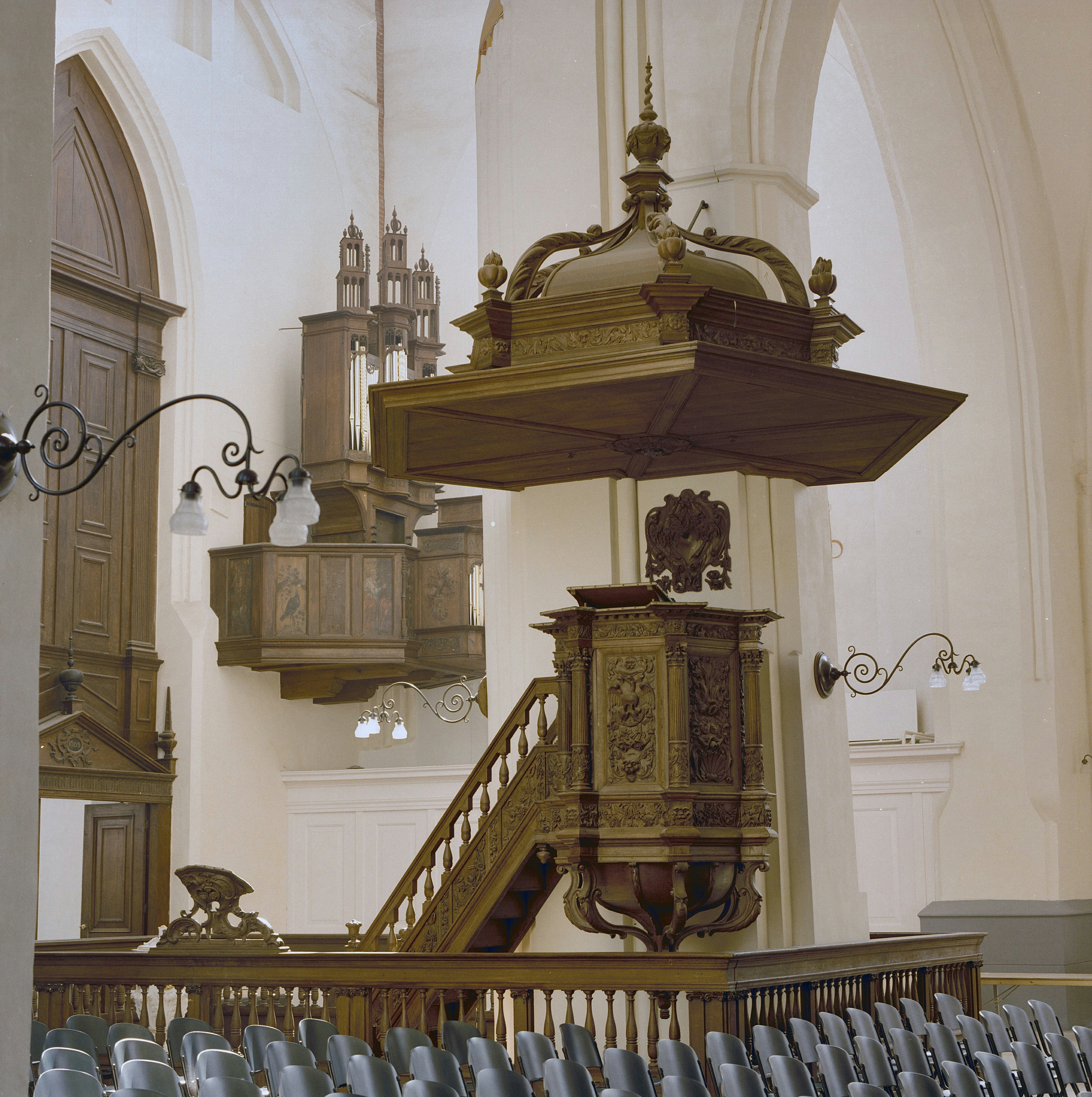
Il pulpito barocco
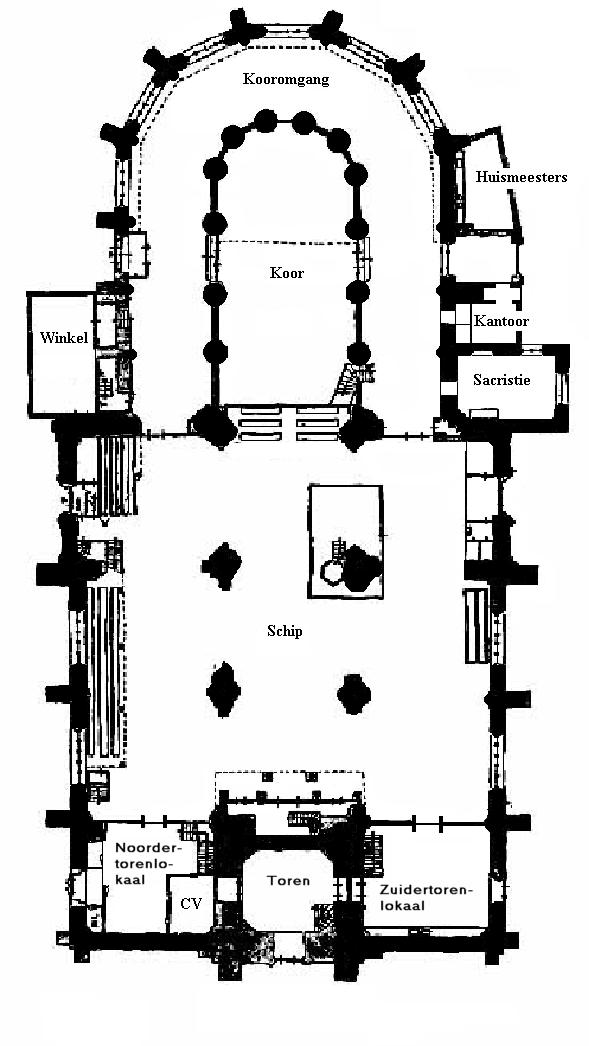
Pianta dell'edificio

## Dimensioni
| Lunghezza esterna: 60 m            |
| Lunghezza interna: 50 m            |
| Larghezza totale: 50 m             |
| Altezza delle volte: 26 m          |
| Altezza della torre: 76 m          |
| Superficie dell'edificio: 1.155 m² |